# 帕舒基 (舍佩蒂夫卡區)
50°5′38″N 27°3′59″E / 50.09389°N 27.06639°E
帕舒基（烏克蘭語：Пашуки），是烏克蘭的村落，位於該國西部赫梅利尼茨基州，由舍佩蒂夫卡區負責管轄，面積0.093平方公里，海拔高度280米，2001年人口476，人口密度每平方公里5,118.28人。